# Meteoriopsis
Meteoriopsis là một chi rêu trong họ Meteoriaceae.